# Aivo Orav
Aivo Orav (ur. 10 kwietnia 1965 w Parnawie) – estoński dyplomata, ambasador Estonii w Polsce (2000–2005) i w Turcji (2008–2012) oraz Unii Europejskiej w Macedonii (2012–2016), Czarnogórze (2016–2020) i Kosowie (od 2024).

## Życiorys
W 1990 ukończył studia na Wydziale Fizyczno-Chemicznym Uniwersytetu w Tartu, a dwa lata później Estońską Szkołę Dyplomatyczną.
Po zakończeniu edukacji rozpoczął pracę w służbie dyplomatycznej. W latach 1992–1995 był pracownikiem Departamentu Politycznego MSZ, a od 1995 do 1998 pracował w Stałym Przedstawicielstwie Estonii przy OBWE w Wiedniu. Po powrocie do kraju pełnił funkcję szefa Biura Organizacji Międzynarodowych i Polityki Bezpieczeństwa w Departamencie Politycznym MSZ. Od 2000 do 2005 był ambasadorem w Polsce, od 2001 był również akredytowany w Bułgarii i Rumunii. Po zakończeniu misji objął stanowisko dyrektora ds. politycznych w Ministerstwie Spraw Zagranicznych.
Od 2008 pełni funkcję Ambasadora Pełnomocnego i Nadzwyczajnego w Stambule. Od 2009 jest także akredytowany w Azerbejdżanie. Od 2012 do 2016 szef Przedstawicielstwa Unii Europejskiej w Byłej Jugosłowiańskiej Republice Macedonii. Następnie w Czarnogórze (2016–2020) oraz Kosowie (od 2024).

## Odznaczenia
- Order Gwiazdy Białej IV klasy (2005)[2]
- Krzyż Zasługi II klasy MSZ (2022)[3]
- Order Herbu Państwowego III klasy (2024)[4]